# Rudolf Schlichter
Rudolf Schlichter (6. prosince 1890, Calw, Německo – 3. května 1955, Mnichov, Německo) byl německý výtvarník. V roce 1937 byla jeho díla spolu s mnoha dalšími vystavena na výstavě Entartete Kunst v Mnichově.